# ウィリー・ショーバー
ウィリー・ショーバー（Willy Schober 本名不明、生年月日不明）は1980年代から1990年代に掛けてフィリピンで製作されたアクション映画に出演した脇役の映画俳優。
クレジット名義は他に『未来戦士/スレイド』（1986年/未/TV放映）ではスペル違いのウィリー・ショーバー（Willie Schorber）があり、『地獄の処刑人』（1984年/未/ビデオ）、『プラトーン・コマンド/地獄のレクイエム』（1984年/未/ビデオ）、『コブラミッション/地獄の救出作戦』（1986年/未/ビデオ/TV放映）、『エンジェル・コマンド』（1987年）、『インカ帝国の謎』（1987年）ではウィリー・モラレス（Willie Morales）とクレジットされた。時にはクレジット無しの場合もあった。尚、VHSのジャケットには片仮名でウィリー・スコルバーやウィリー・スコバーと表記されたこともある。

## 経歴
俳優として
フィリピンのシリオ・H・サンティアゴ監督作品や香港系のシルヴァー・スター・フィルム社のアクション映画に出演した。痩せ身ながらも筋肉質な体躯と独特な口髭から傭兵や兵士役が目立ち、賊徒の手下のアクションを要する脇役や端役が少なくなかった。
無国籍風な風貌から一目で悪役然としており、国連軍とアラブ・テロ軍団との攻防を題材にしたフィリピンのスター俳優であるアンソニー・アロンソ主演の『砂漠の戦士/テロ・ファイター』（1987年）ではエディー・ガーラン演じるアラブ人の国際テロ・リストの片腕を演じて印象を残したが、他の作品では相変わらず端役続きだった。
アントニオ・マルゲリーティ作品に出演
イタリアの娯楽映画の名匠であるアントニオ・マルゲリーティ監督はアンソニー・M・ドースンの変名で、当時はフィリピン・ロケの戦争アクション物を連発した。ショーバーは『狼どもの戦場（コマンドー軍団3）』（1984年/未/ビデオ/TV放映）、『コマンドー・レオパルド（コマンドー軍団2）』（1985年/未/ビデオ/TV放映）、『ザ・コマンダー』（1988年/未ソフト化）、『インディオ2』（1991年/未ソフト化）に起用されたが、台詞も殆どない傭兵役ばかりだった。同時期に活動したロニー・パタースン等も同様で、意外にも同じ画面での共演が見られる。また、パタースンとはマルゲリーティ監督の助監督経験のあるイグナチオ・ドルチェがポール・D・ロビンスンの変名で監督した『ザ・コマンダー/死からの脱出』(1987年)でソヴィエト軍兵士役で共演している。

## 出演
フィルモグラフィ
- 『バトル・フォース』（1982年/未/ビデオ）（東芝映像から発売済み）キャメロン・ミッチェル出演
- 『プラトーン・コマンド/地獄のレクイエム』（1984年/未/ビデオ）（日本コロムビアから発売済み）ヴィトリオ・デ・ロメロ、ジュン・ガラルド（クレジット無し）共同監督、ウォーレン・フレミング出演
- 『ファイナル・ミッション』（1984年/未/ビデオ/TV放映）（キング・ビデオ/東北新社から発売済み）（クレジット無し）シリオ・H・サンティアゴ監督、リチャード・ヤング、ジョン・エリクスン出演
- 『ニンジャ・フォース』（1984年/未/ビデオ）（松竹から発売済み）（クレジット無し）ロマーノ・クリストフ、テディー・ページ共同監督、ロマーノ・クリストフ出演
- 『地獄の処刑人』（1984年/未/ビデオ）（東宝から発売済み）テディー・ページ監督、リチャード・ハリスン、マイク・モンティ出演
- 『黙示録の勇者たち』（1984年/未ソフト化）（クレジット無し）ボビー・A・スアレス監督、マイケル・ジェームズ出演
- 『ファイアー・マックス』（1984年/未/ビデオ/TV放映）（東芝映像から発売済み）（クレジット無し）シリオ・H・サンティアゴ監督、ゲーリー・ワトキンス出演
- 『狼どもの戦場（コマンドー軍団3）』（1984年/未/ビデオ/TV放映）（大映から発売済み）（クレジット無し）アンソニー・M・ドースン（アントニオ・マルゲリーティ）監督、リュウイス・コリンズ、リー・ヴァン・クリーフ、アーネスト・ボーグナイン、クラウス・キンスキー、ミムジー・ファーマー出演
- 『マッド・ウエポン/復讐の爆裂部隊』（1985年/未/ビデオ）（徳間コミュニケーションズから発売済み）（クレジット無し）ボビー・A・スアレス監督、クリス・ミッチャム、ジョン・フィリップ・ロウ出演
- 『コマンドー・レオパルド（コマンドー軍団2）』（1985年/未/ビデオ/TV放映）（大映から発売済み）（クレジット無し）アンソニー・M・ドースン（アントニオ・マルゲリーティ）監督、リュウイス・コリンズ、クラウス・キンスキー出演
- 『ダブル・ファイター/復讐の戦士』（1985年/未/ビデオ）（徳間コミュニケーションズから発売済み）テディー・ページ監督、マックス・セーヤー出演
- 『未来戦士/スレイド』（1986年/未/ビデオ）（東芝映像から発売済み）シリオ・H・サンティアゴ監督、リチャード・ノートン、ロバート・パトリック出演
- 『コブラミッション/地獄の救出作戦』（1986年/未/ビデオ/TV放映）（テイチクから発売済み）ラリー・ラドマン（ファブリツィオ・デ・アンジェリス）監督、オリヴァー・トビアス、ドナルド・プレザンス、ジョン・スタイナー、クリストファー・コネリー、ジョン・イーサン・ウェイン、ゴードン・ミッチェル、エンツォ・G・カステッラーリ出演
- 『インカ帝国の謎』（1987年）（日本コロムビアから発売済み）フランク・クレーマー（ジャンフランコ・パロリーニ監督）コンラッド・ニコルズ（ブルーノ・ミンニーティ）出演
- 『エンジェル・コマンド』（1987年）（ヘラルド/ネルソンから発売済み）シリオ・H・サンティアゴ監督、レベッカ・ホールデン出演
- 『砂漠の戦士/テロ・ファイター』（1987年）（東芝映像から発売済み）リチャード・スミス監督、ジョー・マリ・アヴェラーナ脚本、アンソニー・アロンソ出演
- 『ダブル・ターゲット』（1987年/未/ビデオ）（CIC/ビクターから発売済み）（クレジット無し）ヴィンセント・ドーン（ブルーノ・マッテイ）、クラウディオ・フラガッソ（クレジット無し）共同監督、マイルズ・オキーフ、ボー・スヴンスン、ドナルド・プレザンス出演
- 『ザ・コマンダー/死からの脱出』（1987年）（東芝映像から発売済み）（クレジット無し）ポール・D・ロビンスン（イグナチオ・ドルチェ）監督、クレイグ・アラン、渡辺ケン出演
- 『ザ・コマンダー』（1988年/未ソフト化）（クレジット無し）アンソニー・M・ドースン（アントニオ・マルゲリーティ）監督、リュウイス・コリンズ、リー・ヴァン・クリーフ、ドナルド・プレザンス、ブレット・ハルゼイ出演
- 『インディオ2』（1991年/未ソフト化）（クレジット無し）アンソニー・M・ドースン（アントニオ・マルゲリーティ）監督、マーヴェラス・マーヴィン・ハグラー出演
- 『執着』（1997年/未ソフト化）ボビー・A・スアレス監督